# Pica-pau-de-coleira
O pica-pau-de-coleira (nome científico: Celeus torquatus) é uma espécie de ave piciforme da família dos pica-paus. Pode ser encontrada no Brasil, Guiana Francesa, Guiana, Suriname e oeste da Venezuela. Seus habitats naturais são florestas subtropicais e tropicais úmidas baixas e pântanos tropicais ou subtropicais.

## Taxonomia e sistemática
O pica-pau-de-coleira foi descrito pela primeira vez na obra História Natural das Aves (Histoire Naturelle des Oiseaux; 1780), do polímata francês Georges-Louis Leclerc, o conde de Buffon. Este o descreveu a partir de um espécime coletado em Caiena, na Guiana Francesa. O pássaro também foi ilustrado em uma placa colorida à mão gravada por François-Nicolas Martinet em Planches Enluminées D'Histoire Naturelle, uma outra obra que foi produzida sob a supervisão de Edme-Louis Daubenton para acompanhar o texto de Buffon. Contudo, nenhuma das obras incluíram um nome científico à espécie. Em 1783, o naturalista neerlandês Pieter Boddaert cunhou a nomenclatura binomial Picus torquatus em seu catálogo denominado Planches Enluminées. O pica-pau-de-coleira é classificado atualmente no gênero Celeus, que foi introduzido pelo zoólogo alemão Friedrich Boie em 1831. O nome genérico vem da palavra grega antiga keleos, que significa "pica-pau verde". O epíteto específico torquatus é o latim para "coleira".
Três subespécies são reconhecidas:
- C. t. torquatus (Boddaert, 1783) – leste da Venezuela, Guiana, Guiana Francesa e nordeste do Brasil.
- C. t. occidentalis (Hargitt, 1889) – sudeste da Colômbia, Brasil (Amazônia) e norte da Bolívia.
- C. t. tinnunculus (Wagler, 1829) – leste do Brasil.

A edição on-line do Manual dos Pássaros do Mundo dividiu o pica-pau-de-coleira e criou o pica-pau-de-peito-preto-da-amazônia (Celeus occidentalis) e o pica-pau-de-peito-preto-do-atlântico (Celeus tinnunculus), mas nenhuma das divisões foi apoiada pelos resultados dos estudos de genética molecular.

## Descrição
O Pica-pau-de-coleira adulto tem cerca de 27 centímetros de comprimento. A cabeça é coroada por um tufo castanho e desgrenhado. O macho tem bochechas vermelhas brilhantes, que faltam à fêmea, mas fora isso os sexos são semelhantes. A cabeça, o pescoço e a garganta são castanho-canela e as partes superiores do corpo e as asas são castanho-acastanhadas, com listras ou barras pretas. Tanto a cauda quanto a parte superior do peito são pretas, enquanto a parte inferior do peito e o ventre são barrados em preto e branco, ou são canela, dependendo da subespécie. Os olhos são castanhos, o bico cinzento ou amarelado e as patas cinzentas.

## Conservação
Embora não haja estudos quanto ao número total de indivíduos, é assumido que a população de pica-pau-amarelo esteja decrescendo devido à perda de habitat, porém como tem ampla distribuição geográfica, foi avaliada como pouco preocupante na Lista Vermelha da União Internacional para a Conservação da Natureza (UICN / IUCN). No Brasil, em 2005, foi classificado como criticamente em perigo na Lista de Espécies da Fauna Ameaçadas do Espírito Santo; em 2010, como criticamente em perigo na Lista de Espécies Ameaçadas de Extinção da Fauna do Estado de Minas Gerais de 2010; e em 2018, como pouco preocupante na Lista Vermelha do Livro Vermelho da Fauna Brasileira Ameaçada de Extinção do Instituto Chico Mendes de Conservação da Biodiversidade (ICMBio).